# 동원역
동원역(Dongwon station, 東院驛)은 부산광역시 북구 금곡동에 있는 부산 도시철도 2호선의 지하철역이다. 이 역은 주변 지형상 반지하역 형태를 띤다. 이 역부터 장산역까지 지하 구간이다.

## 역명 유래
조선 세조 때 김해군 생림면에 있던 도요진을 금곡동의 동원으로 옮겨와 세곡수송의 수참 및 왜인들과 무역하는 나루로 사용했으며, 현재도 금곡동 장어마을 일대가 동원부락으로 불리고 있다.

## 건설 과정
당초 건설 계획에는 없었으나, 금곡역과 율리역의 역간 거리가 2.5km로 멀다는 이유로 인근 지역 주민들이 동원역 설치를 요구하였다. 바로 가까이 경부선 철도 선로가 지나가기 때문에 당시 동원역 설치에 필요한 부지를 소유하고 있었던 철도청(현 한국철도공사)과의 무상 제공 협의가 지연되어 1997년에 공사를 시작하였는데, 이는 부산 도시철도 2호선 1단계 구간 개통이 1999년으로 2년 지연되는 원인이 되었다.

## 역사
- 1999년 6월 30일 : 부산 도시철도 2호선 개통과 함께 영업 개시

## 역 구조
부산 도시철도의 모든 역들 중에서 승강장이 가장 좁게 건설되었으며, 이 역은 반지하역으로 1호선 노포역, 4호선 반여농산물시장역, 서울 지하철 2호선 한양대역, 인천 도시철도 2호선 운연역, 수도권 전철 경강선 초월역, 수도권 전철 수인·분당선 사리역, 동해선 광역전철 신해운대역과 동일한 구조를 가지고 있다.
이 역에서 장산역 방향은 지하로, 양산역 방향은 지상으로 운행된다. 2면 2선 상대식 승강장이 있는 반지하역이다. 대합실을 통과하면 반대쪽 승강장으로 이동 할 수 있다. 승강장이 좁아서 그런지 주변 역들에 비해서 스크린도어가 일직 설치되었는데, 2013년 말~2014년 초에 설치되었다.

### 승강장
| 율리↑  |
| \| 상  |
| ↓ 금곡 |

| 상행 | ● 부산 도시철도 2호선 | 덕천·서면·해운대·장산 방면   |
| 하행 | ● 부산 도시철도 2호선 | 금곡,호포, 남양산, 양산 방면 |

## 역 주변
- 부산지방조달청
- 금곡사회복지관
- 금곡주공 7.8단지 아파트
- 금곡중학교

## 승차량 변동
동원역 바로 앞에 부산버스 126, 59번으로 환승가능하고 양산버스 23, 23-1로 환승 가능하다. 동원역을 이용하는 대부분은 금곡주공 2단지, 7단지, 8단지, 금곡이안, 삼정그린코아, 금곡유림 주민들이다. 지형 특성상 금곡역, 동원역, 율리역에 분포돼 있다.
| 역 노선 | 승차 인원 | 승차 인원 | 승차 인원 | 승차 인원 | 승차 인원 | 승차 인원 | 승차 인원 | 승차 인원 | 승차 인원 | 승차 인원 | 승차 인원 | 승차 인원 | 승차 인원 | 승차 인원 | 주 석 |
| 역 노선 | 2002년    | 2003년    | 2004년    | 2005년    | 2006년    | 2007년    | 2008년    | 2009년    | 2010년    | 2011년    | 2012년    | 2013년    | 2014년    | 2015년    | 주 석 |
| ------- | --------- | --------- | --------- | --------- | --------- | --------- | --------- | --------- | --------- | --------- | --------- | --------- | --------- | --------- | ----- |
| 2호선   | 1823      | 1757      | 1698      | 1652      | 1624      | 1500      | 1547      | 1603      | 1572      | 1592      | 1643      | 1640      | 1679      | 1892      | [ 6 ] |

## 사진

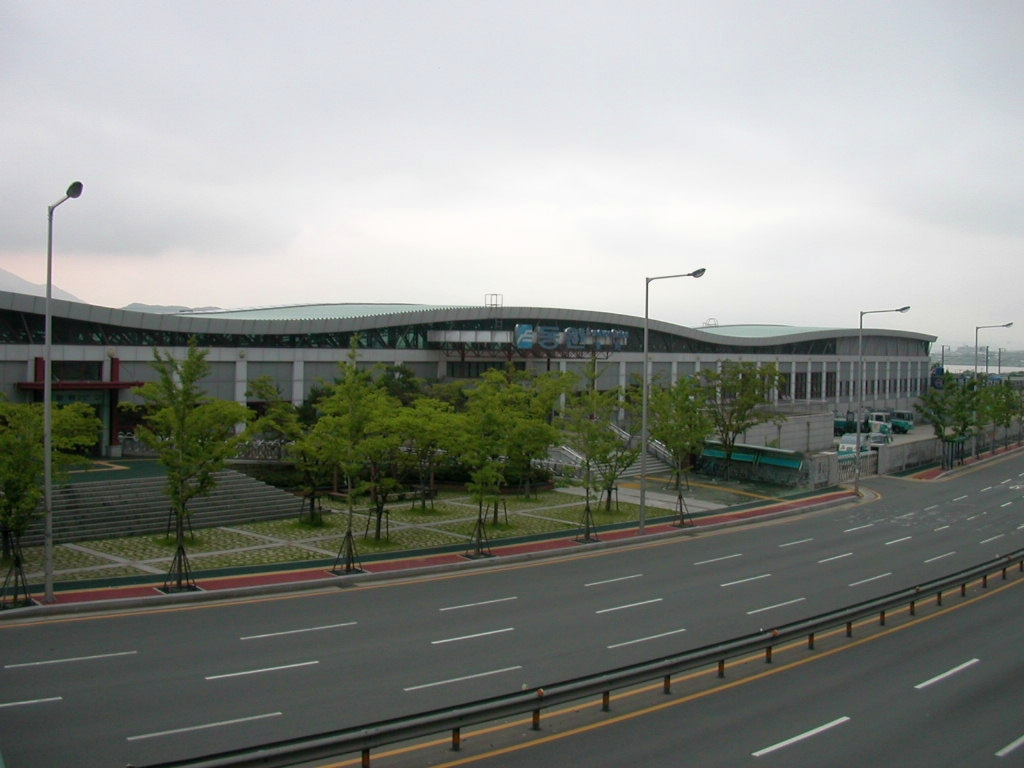
역사
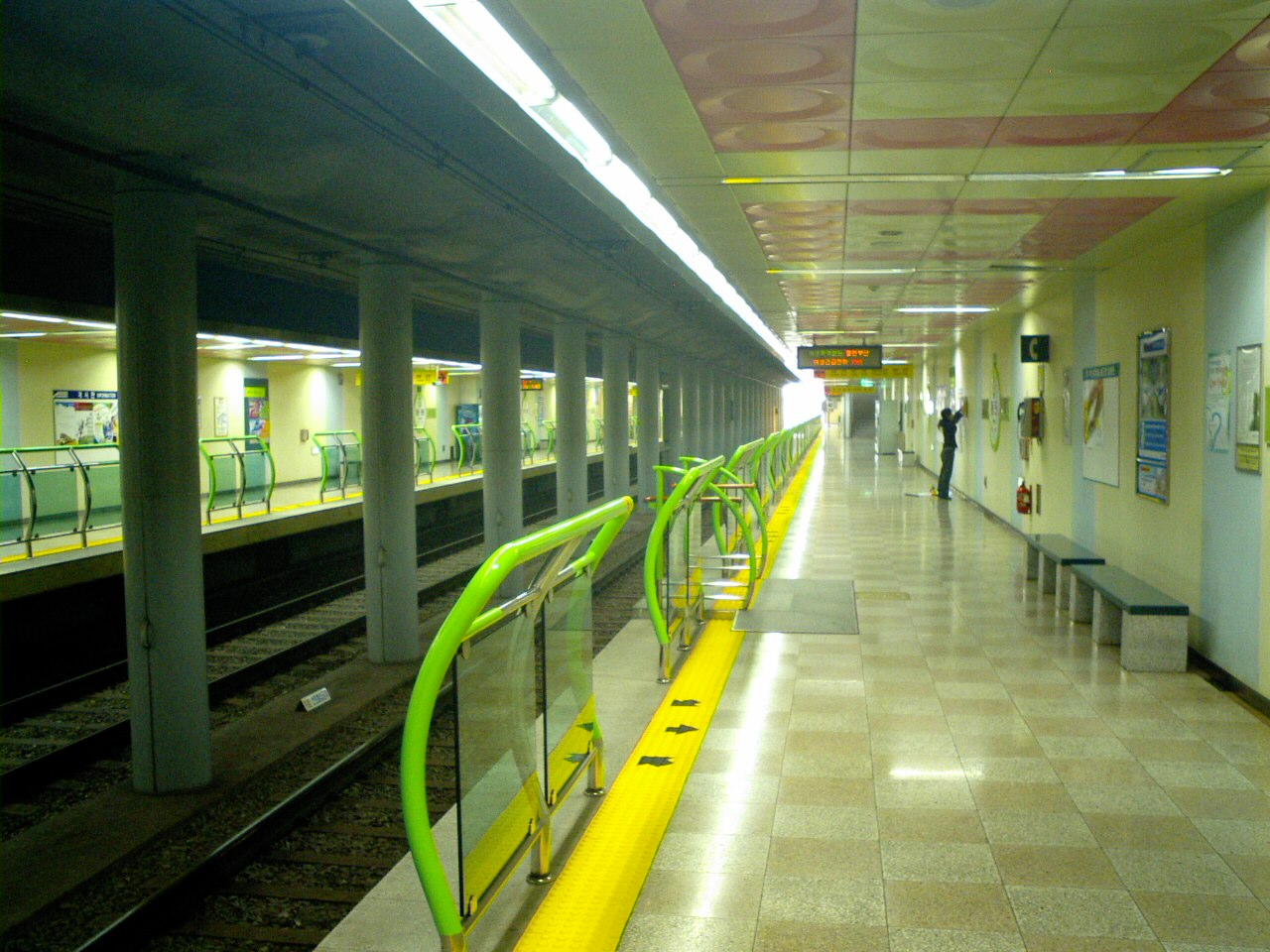
승강장(스크린도어 설치 전)

## 인접한 역
| 부산 도시철도 2호선 | 부산 도시철도 2호선   | 부산 도시철도 2호선 |
| ------------------- | --------------------- | ------------------- |
| 236 율리 장산 방면  | ● 부산 도시철도 2호선 | 238 금곡 양산 방면  |